# 2020 في النمسا
الأحداث عام 2020 في النمسا.

## الحكم
- رئيس الجمهورية – ألكسندر فان دير بيلين
- مستشار – بريجيت بيرلين (إلى 7 كانون الثاني) سيباستيان كورتس (منذ 7 كانون الثاني)

## الأحـداث
- 7 كانون الثاني – سيباستيان كورتس يتولى منصب مستشار النمسا, ليحل محل بريجيت بيرلين

## الوفيات
- 17 كانون التاني – أوزوالد أوبرهوبر, رسام نمساوي من مواليد 1931[1]

- 21 كانون الثاني – تيودور فاغنر, لاعب كرة قدم نمساوي من مواليد 1927[2]
- 23 كانون الثاني –
  - أدولف هول عالم عقيدة نمساوي من مواليد 1930[3]
  - ألفريد كورنر, لاعب كرة قدم نمساوي من مواليد 1926[4]